# Aladrén
Aladrén es un municipio español, en el Campo de Cariñena, provincia de Zaragoza, Aragón. Según el INE, en el año 2018 contaba con una población de 52 habitantes. Su extensión superficial es de 21,06 km². Sus fiestas son para la Virgen de las Nieves, el 5 de agosto.

## Naturaleza
- Hoces del Huerva.
- Sierras del Águila, Castellanos y de Herrerra.
- Río Aladrén y Barranco de Valhondo.

## Historia
El origen toponímico de Aladrén deriva de la voz latina artarius, es decir "el labrador" , hecho por el cual el símbolo central de su heráldica es el arado romano. Muy posiblemente se fundó este asentamiento en el periodo tardorromano, en cual se fundaron multitud de villas en todo el imperio. Si bien es cierto que este pudo ser anterior debido a la presencia de minas ferroginosas, en un emplazamiento diferente al actual pero cercano, según Cornide.
Tras la reconquista cristiana junto con Paniza, y otros dos pueblos cercanos, Luco y Alcañiz de Huerva, hoy desaparecidos (actuales términos de Herrera de los Navarros y Tosos respectivamente) fueron donados a los hermanos Fruela y Pelayo por Alfonso I el Batallador. Después pasó a manos de los Urrea, familia muy poderosa en el medievo aragonés, que fundada por Maximiliano de Urrea, hijo del emperador de Alemania que formó parte de los hombres de Sancho Ramírez, rey de Aragón, en la toma de la ciudad de Barbastro.
En el año 1248, por privilegio de Jaime I, Aladrén se desliga de la dependencia de Daroca, pasando a formar parte de Sesma de Trasierra en la Comunidad de Aldeas de Daroca, que dependían directamente del rey, perdurando este régimen administrativo hasta la muerte de Fernando VII en 1833, siendo disuelta ya en 1838.
Se cita a Aladrén por vez primera en el testamento de Ximeno de Urrea legando sus pueblos y villas a su heredero. Perteneció a los Urrea hasta que en 1348 Pedro IV el Ceremonioso desposeyó a Juan Jiménez de Urrea, tras la sublevación contra el rey de la Unión de los nobles, derrotada en Épila por el ejército real en julio de 1348 que era comandado por Don Lope de Luna. Los y las aladrenenses son conocidos coloquialmente como "cazuelos, indios o aladracos".

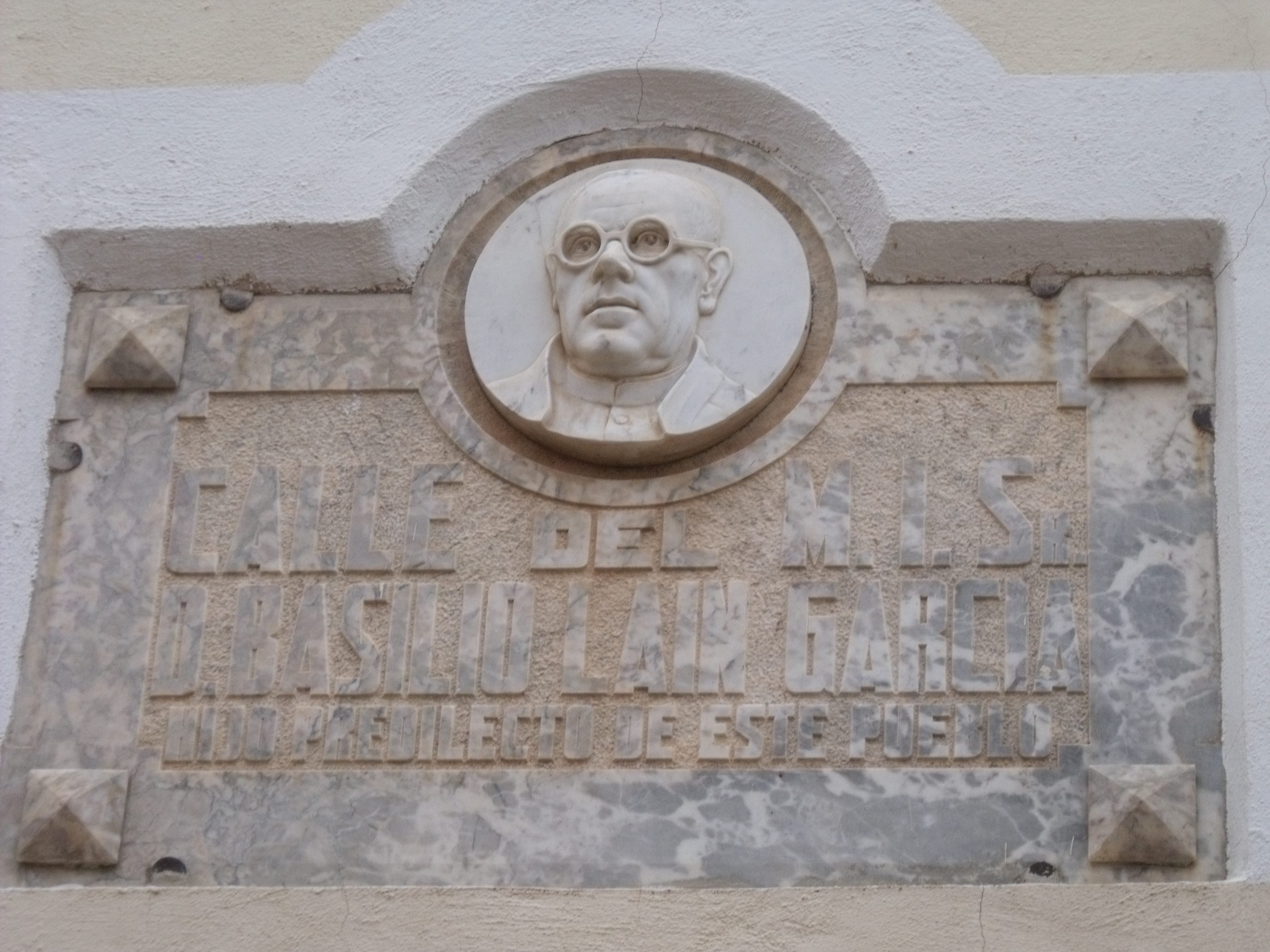
Placa a Basilio Laín García, en su casa natal

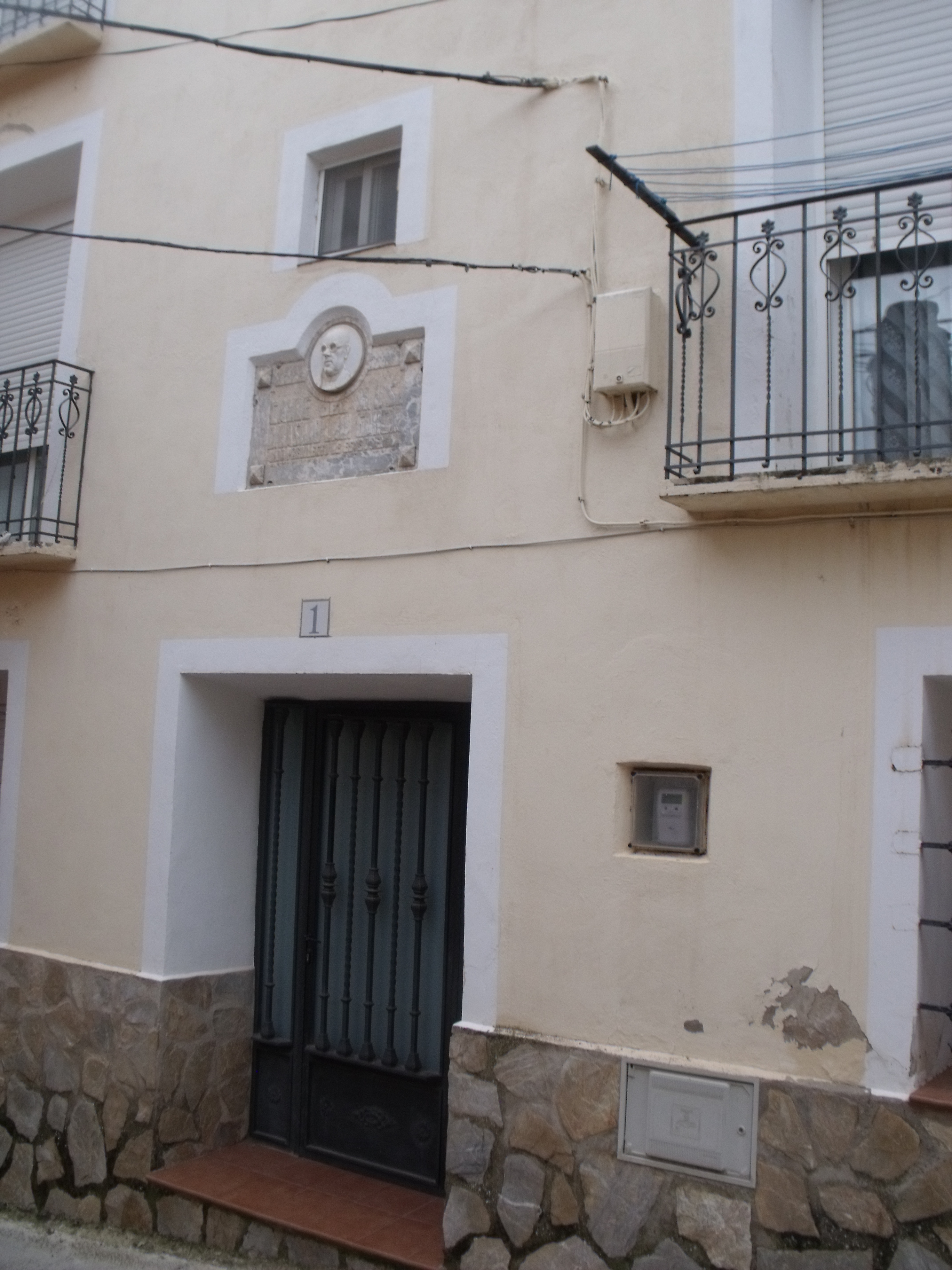
Casa natal de Basilio Laín García, con placa conmemorativa

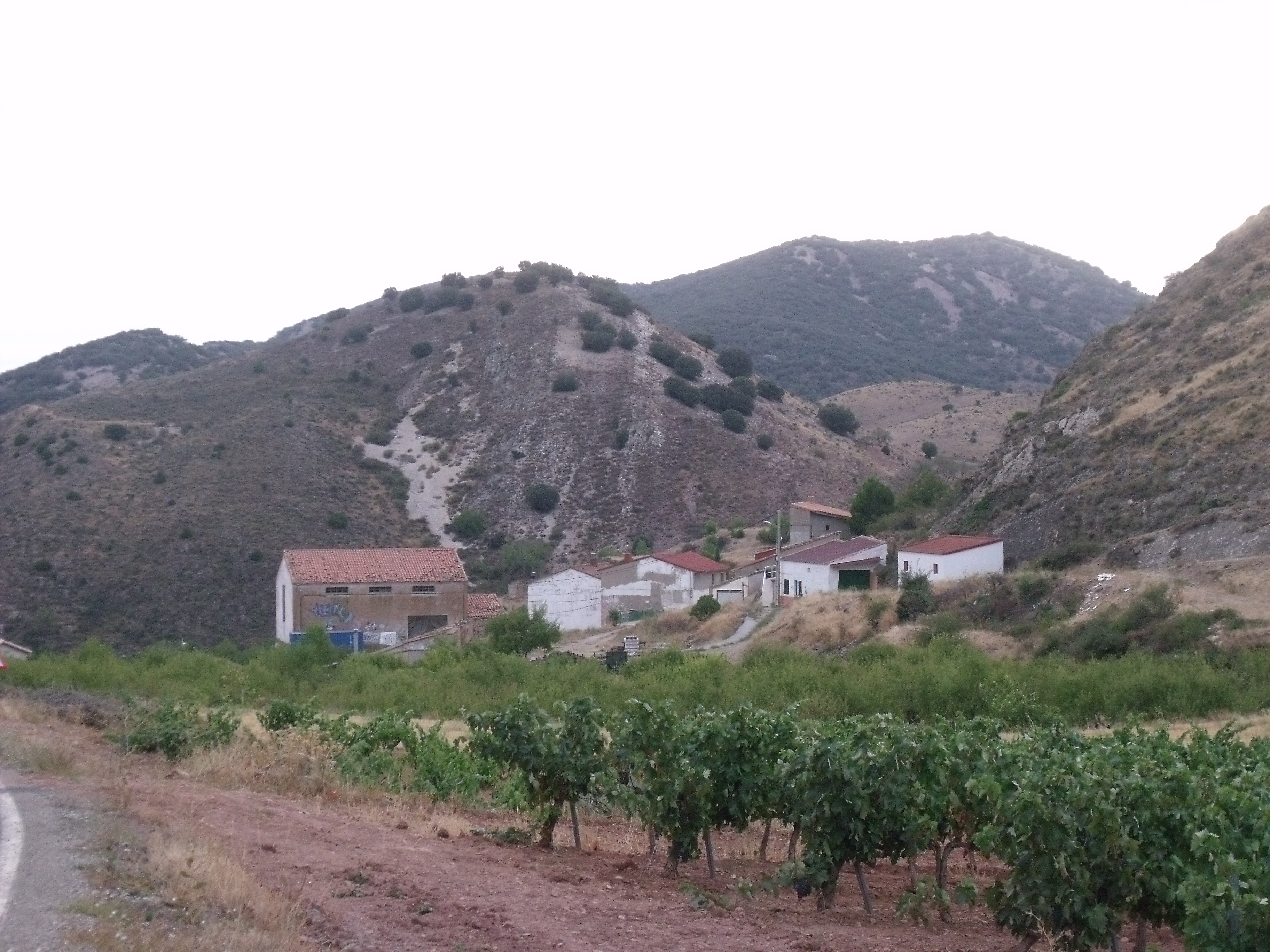
Vista general del pueblo

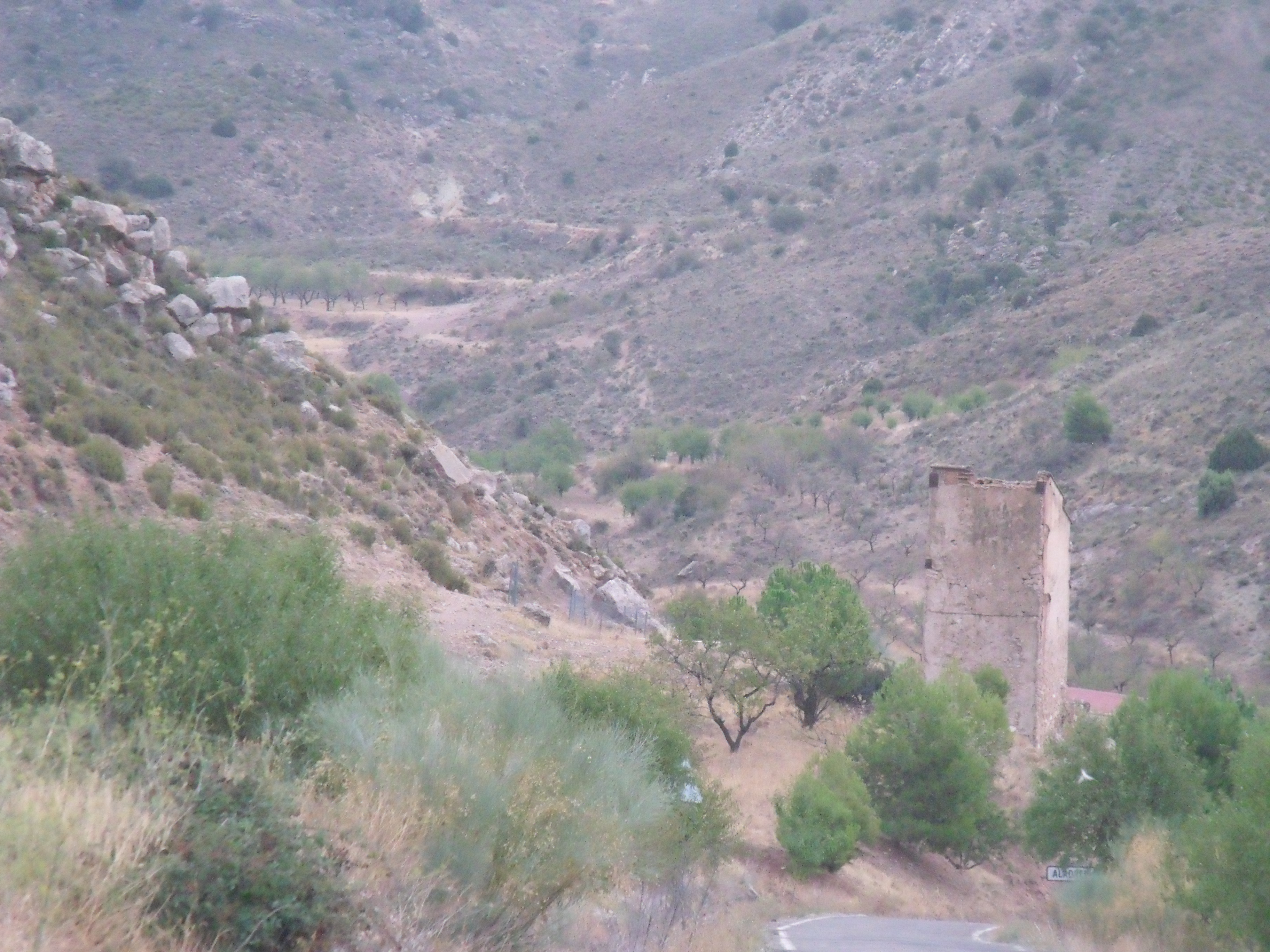
Palomar a la entrada del pueblo

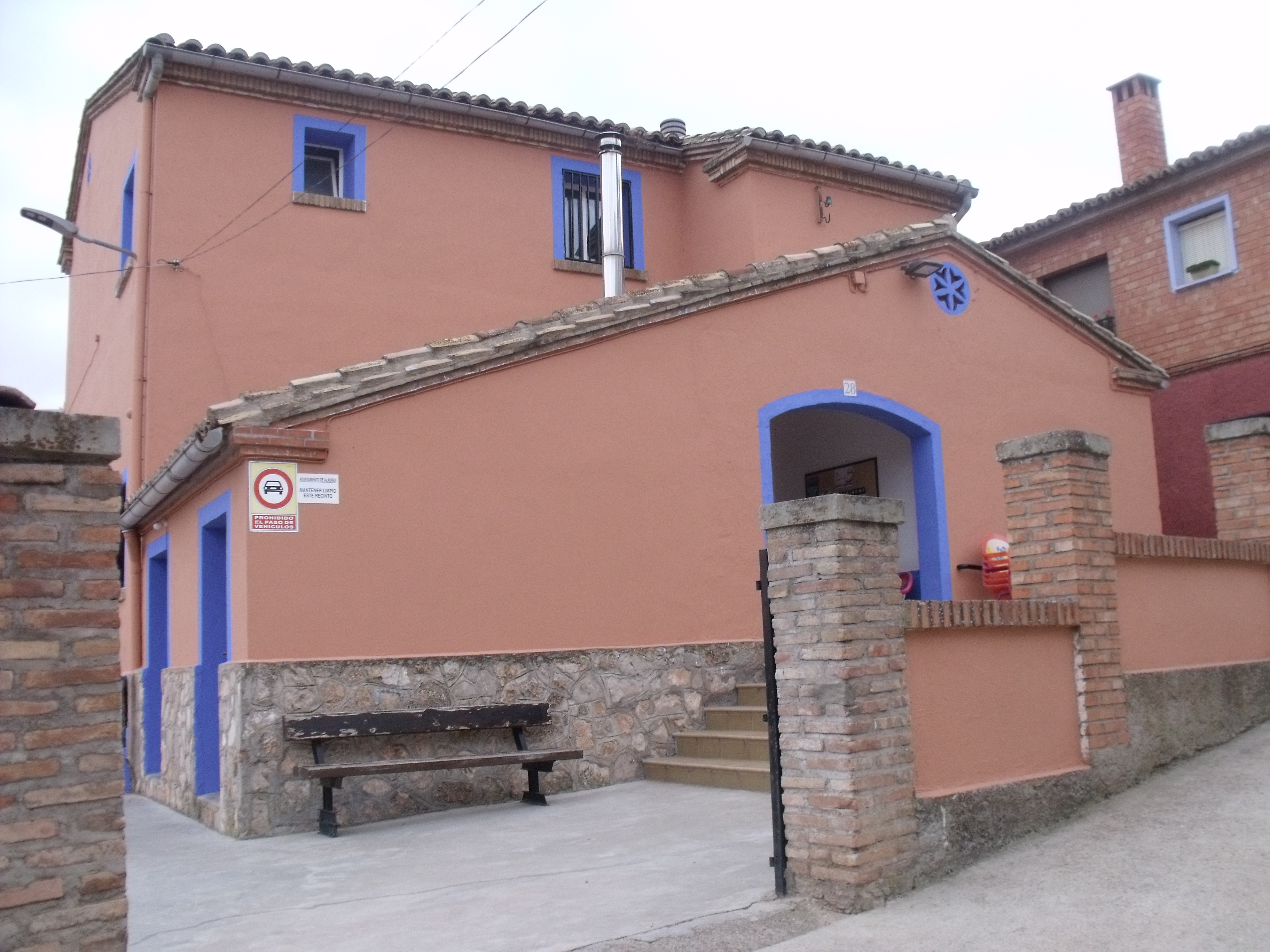
Edificio de la Asociación Cultural El Tremolar

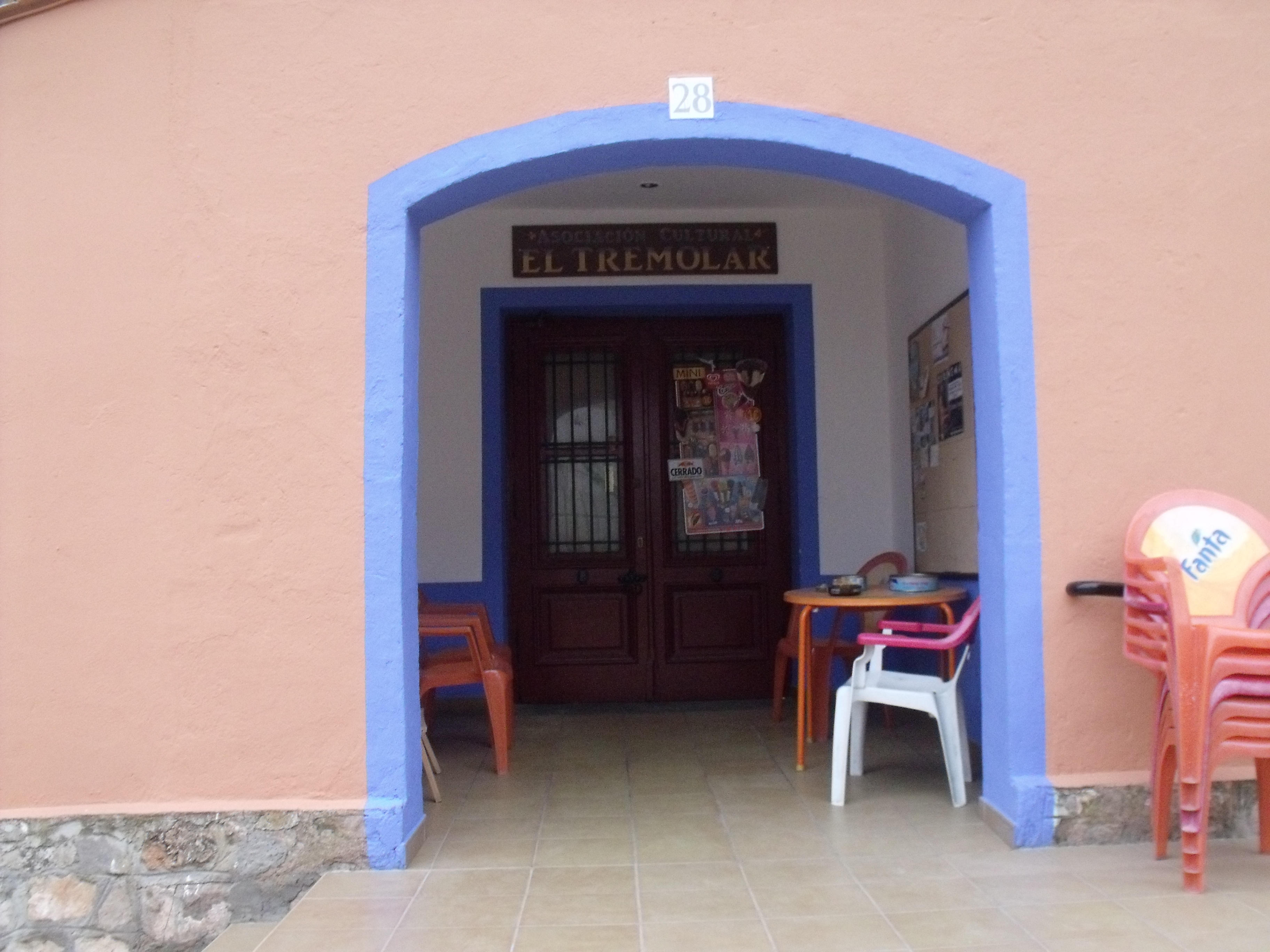
Asociación Cultural El Tremolar

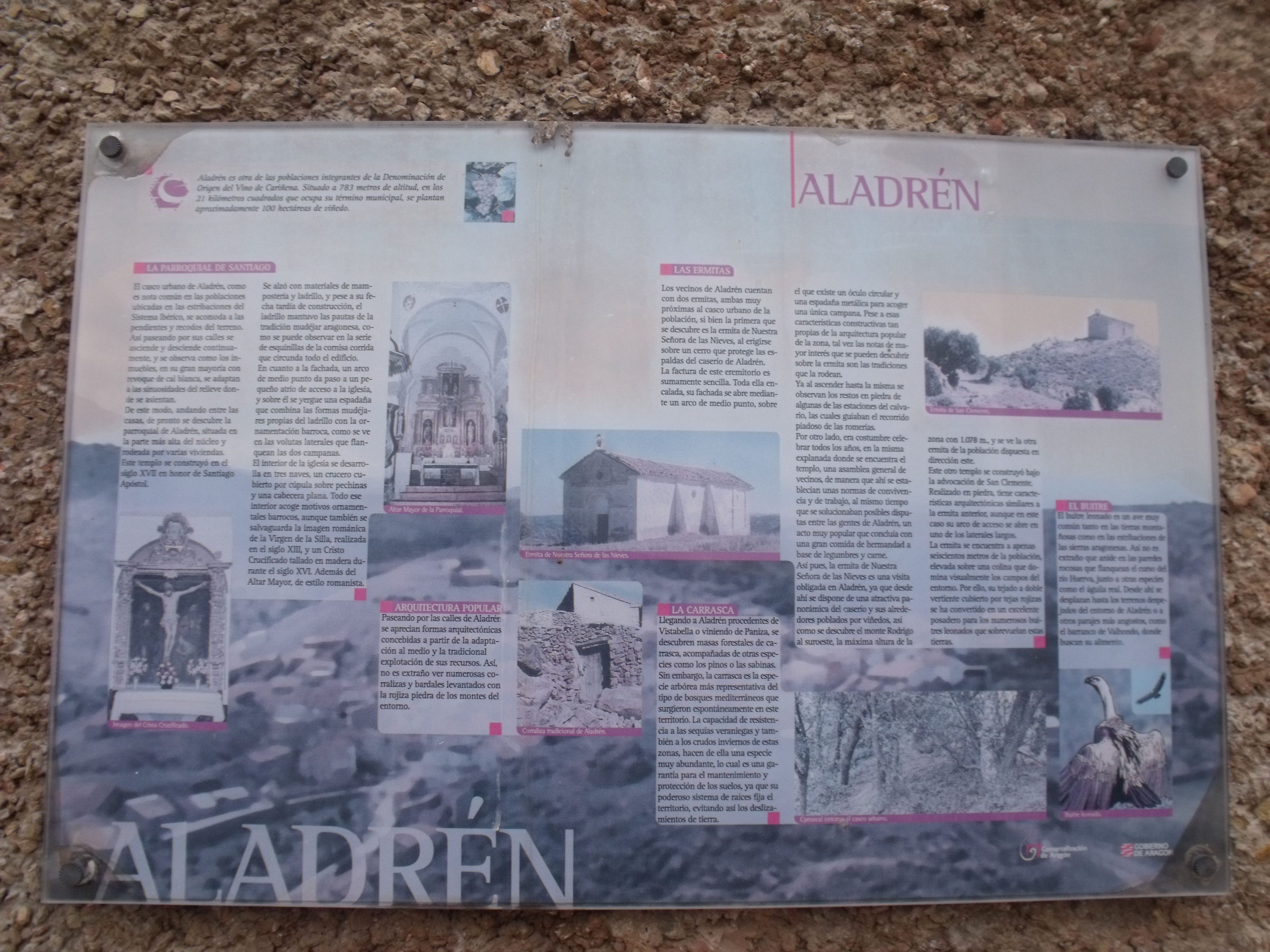
Cartel de información del patrimonio cultural de Aladrén

## Demografía
Aladrén cuenta con una población de 62 habitantes (INE 2024).
| Gráfica de evolución demográfica de Aladrén entre 1842 y 2021                                                       |
| |
| Población de derecho según los censos de población del INE Población de hecho según los censos de población del INE |

## Administración y política
| Periodo   | Nombre                       | Partido | Partido                                            |
| --------- | ---------------------------- | ------- | -------------------------------------------------- |
| 1979-1983 | José Agudo Laín              |         | Unión de Centro Democrático (UCD)                  |
| 1983-1991 | José Agudo Laín              |         | Partido Aragonés (PAR)                             |
| 1991-1999 | Antonio José Alegre Montilla |         | Partido de los Socialistas de Aragón (PSOE-Aragón) |
| 1999-2011 | José Cester Gadea            |         | Partido Aragonés (PAR)                             |
| 2011-2015 | Miguel Torres García         |         | Partido Aragonés (PAR)                             |
| 2015-2019 | Marta Blanco Allona          |         | Candidata independiente                            |
| 2019-2023 | Marta Blanco Allona          |         | Podemos                                            |
| 2019-2023 | Rosa Ana Moreno Murillo      |         | Partido de los Socialistas de Aragón (PSOE-Aragón) |

| Partido político    | Partido político                                   | 2003   | 2007   | 2011   | 2015   | 2019   | 2023   |
| Partido político    | Partido político                                   | Ediles | Ediles | Ediles | Ediles | Ediles | Ediles |
|                     | Partido de los Socialistas de Aragón (PSOE-Aragón) | 0      | 0      | 0      | 0      | 0      | 1      |
|                     | Partido Popular de Aragón (PP)                     | 0      | 0      | 0      | 0      | 0      | 0      |
|                     | Teruel Existe (TE)                                 | —      | —      | —      | —      | —      | 0      |
|                     | Podemos                                            | —      | —      | —      | —      | 1      | —      |
|                     | Agrupación de electores                            | —      | —      | —      | 1      | —      | —      |
|                     | Partido Aragonés (PAR)                             | 1      | 1      | 1      | —      | —      | —      |
|                     | Chunta Aragonesista (CHA)                          | —      | 0      | —      | —      | —      | —      |
| Total de concejales | Total de concejales                                | 1      | 1      | 1      | 1      | 1      | 1      |

## Cultura
En Aladrén existe una asociación cultural y recreativa que reúne a los vecinos y vecinas como lugar de encuentro y ocio, llamada El Tremolar, sita en la calle Horno, en la cual se rehabilitó un antiguo horno de pan del siglo XVII para su uso y disfrute como casa de cultura de la localidad.

### Patrimonio
Arquitectura sacra
- Iglesia de Santiago Apóstol, patrimonio mudéjar, siglo XVII.
- Ermita de la Virgen de las Nieves, de estilo barroco.
- Ermita de San Clemente, barroca.

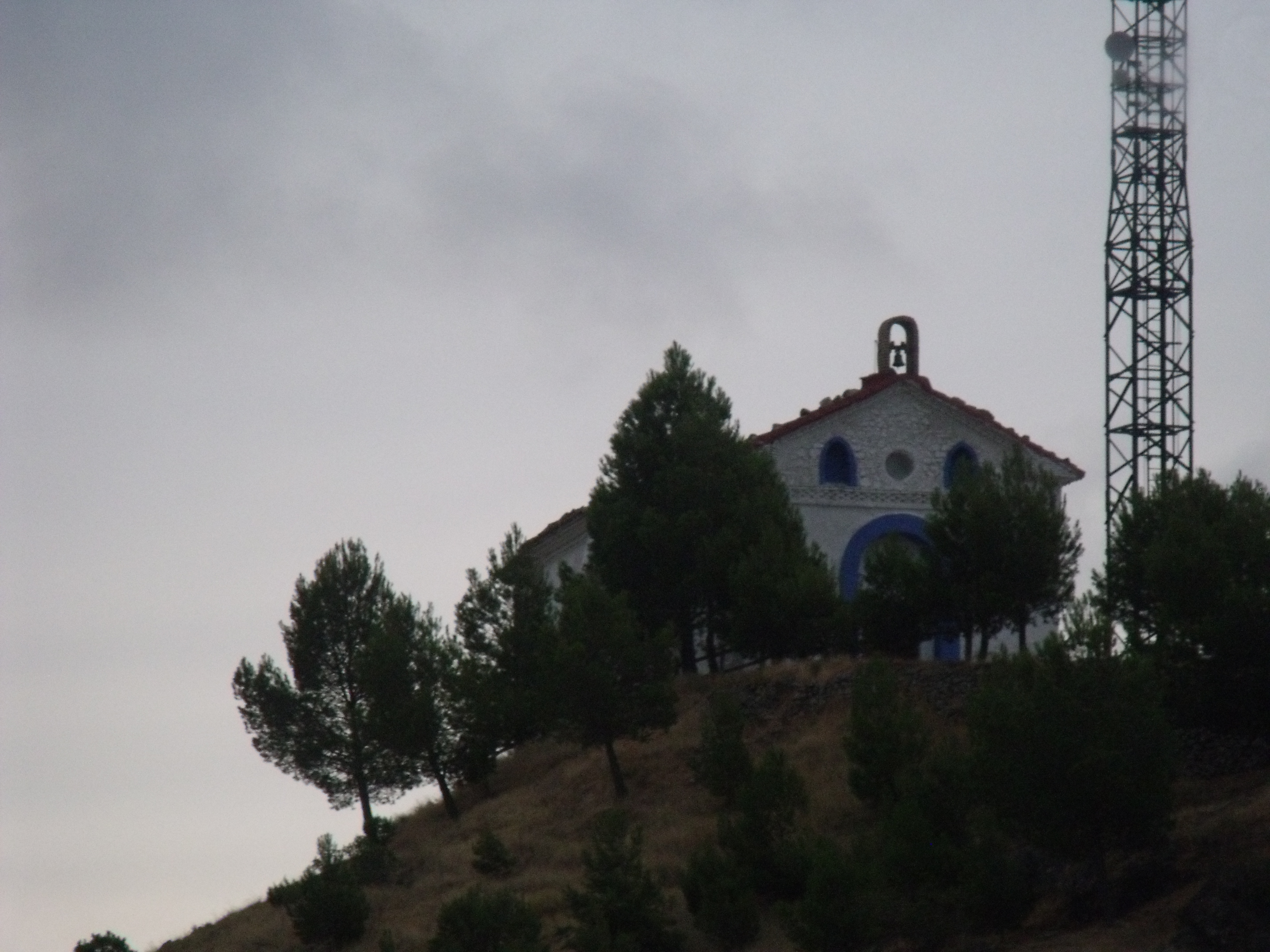
Ermita de la Virgen de las Nieves
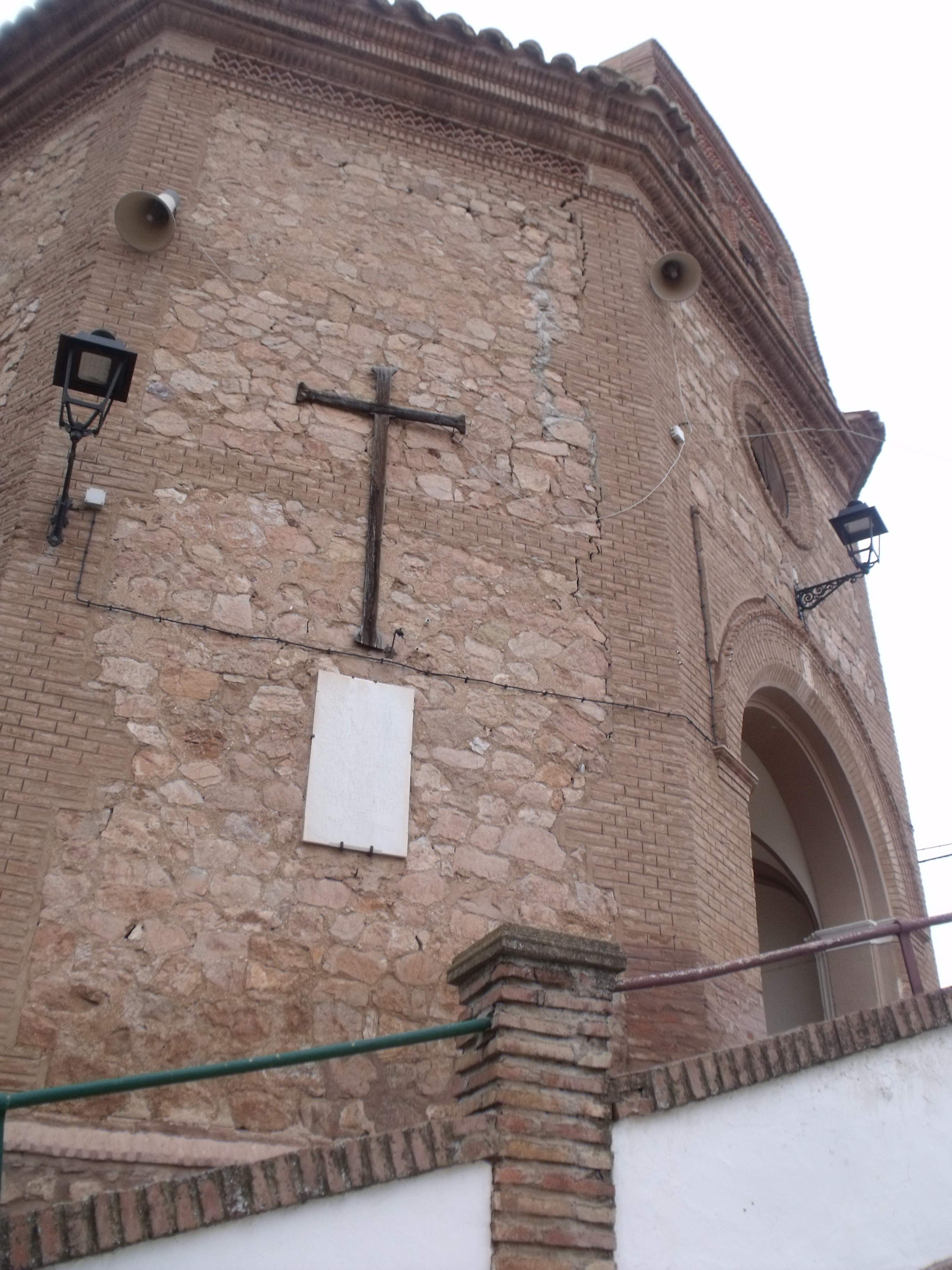
Fachada de la Iglesia parroquial de Santiago
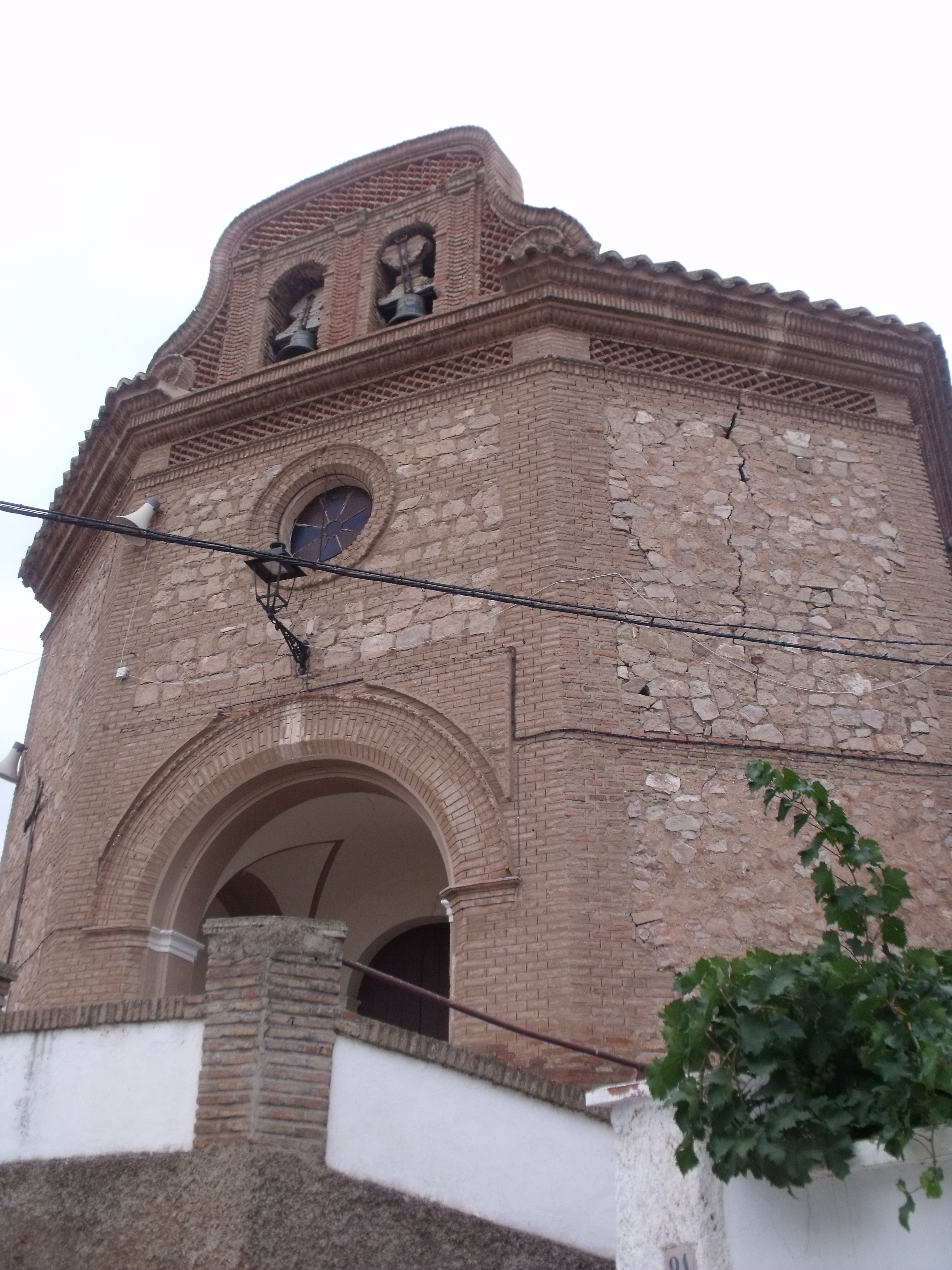
Iglesia de Santiago
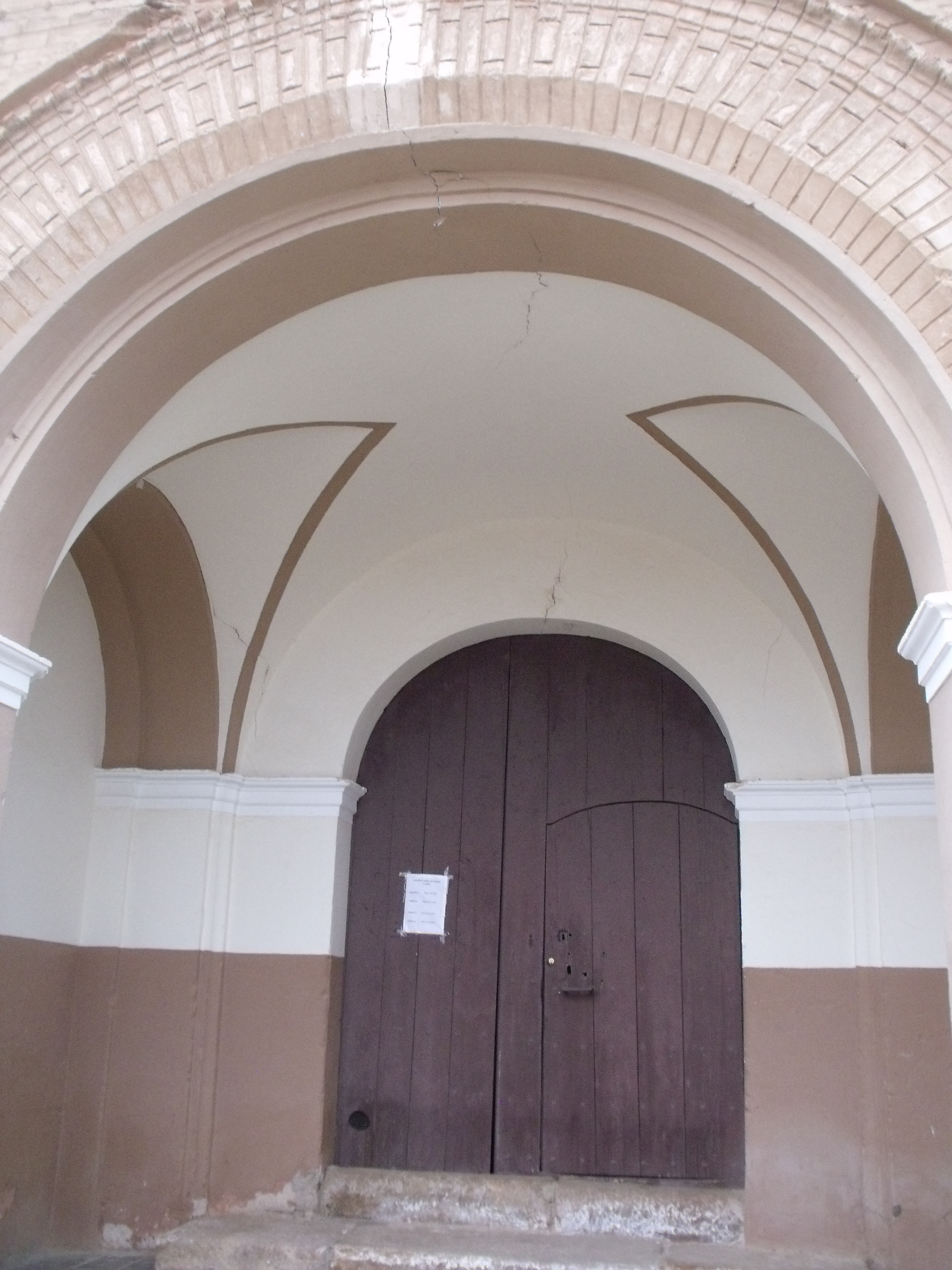
Atrio de entrada al templo
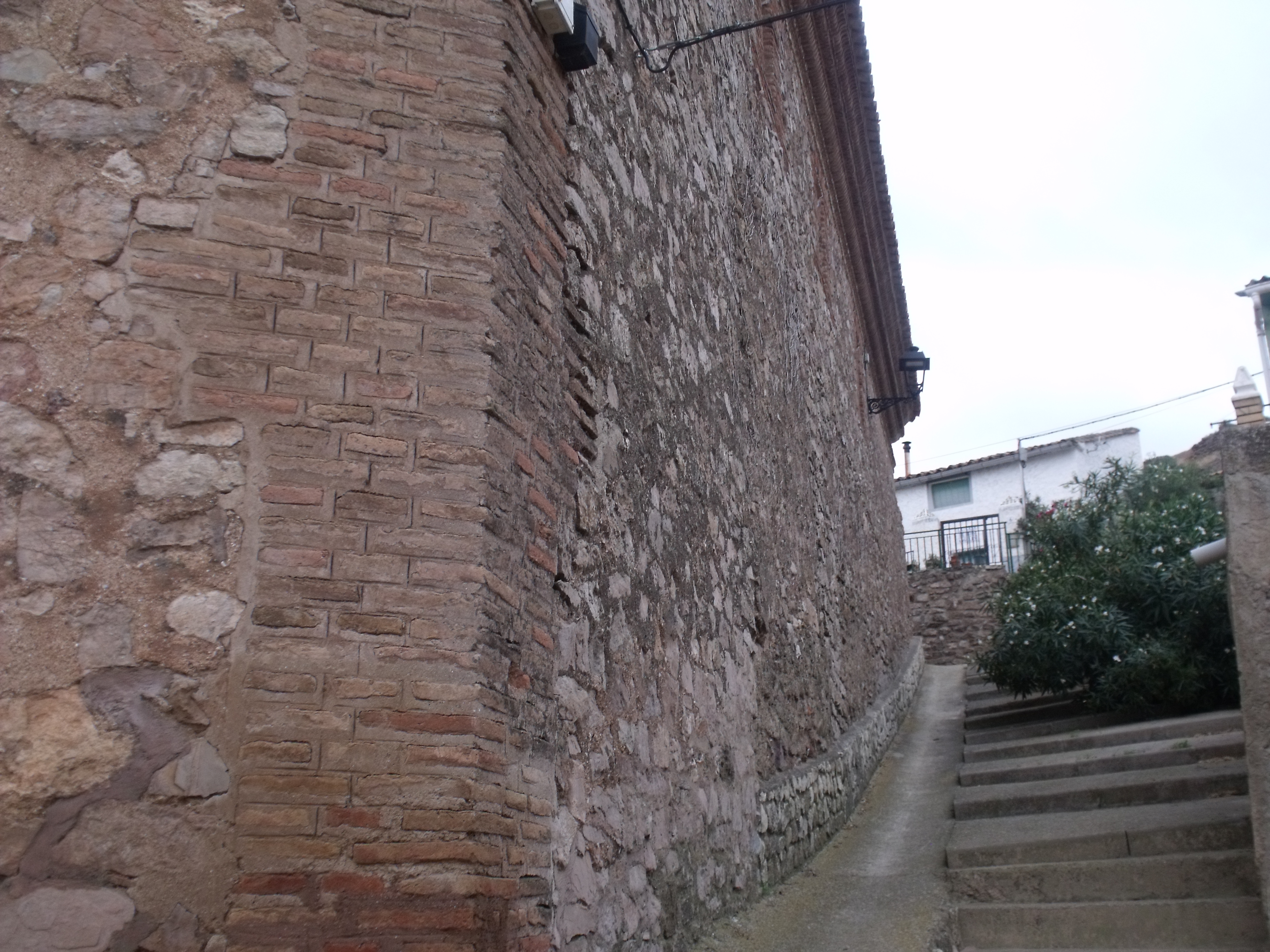
Lateral de la Iglesia de Santiago
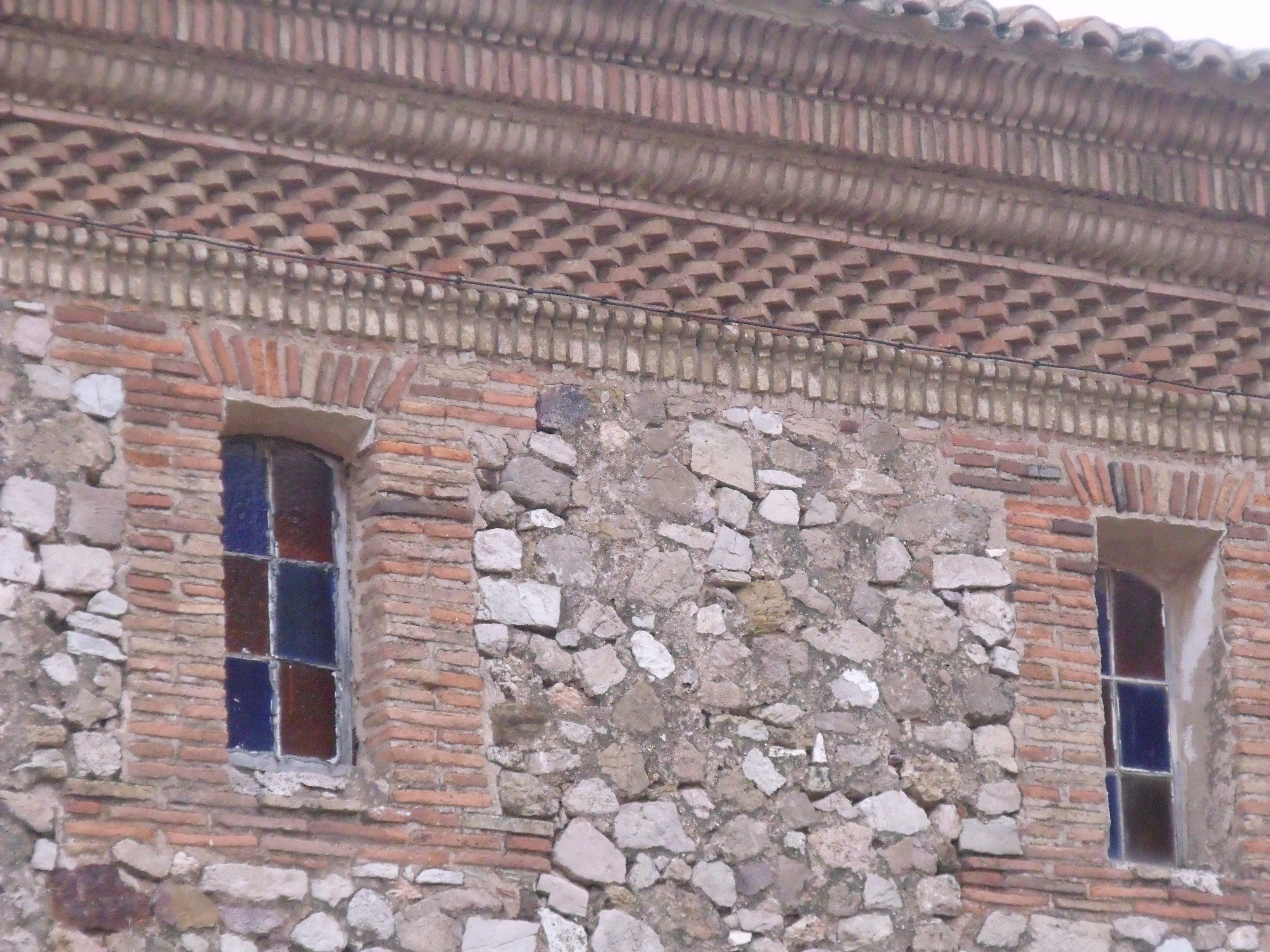
Detalle decoración del lateral de la Iglesia de Santiago
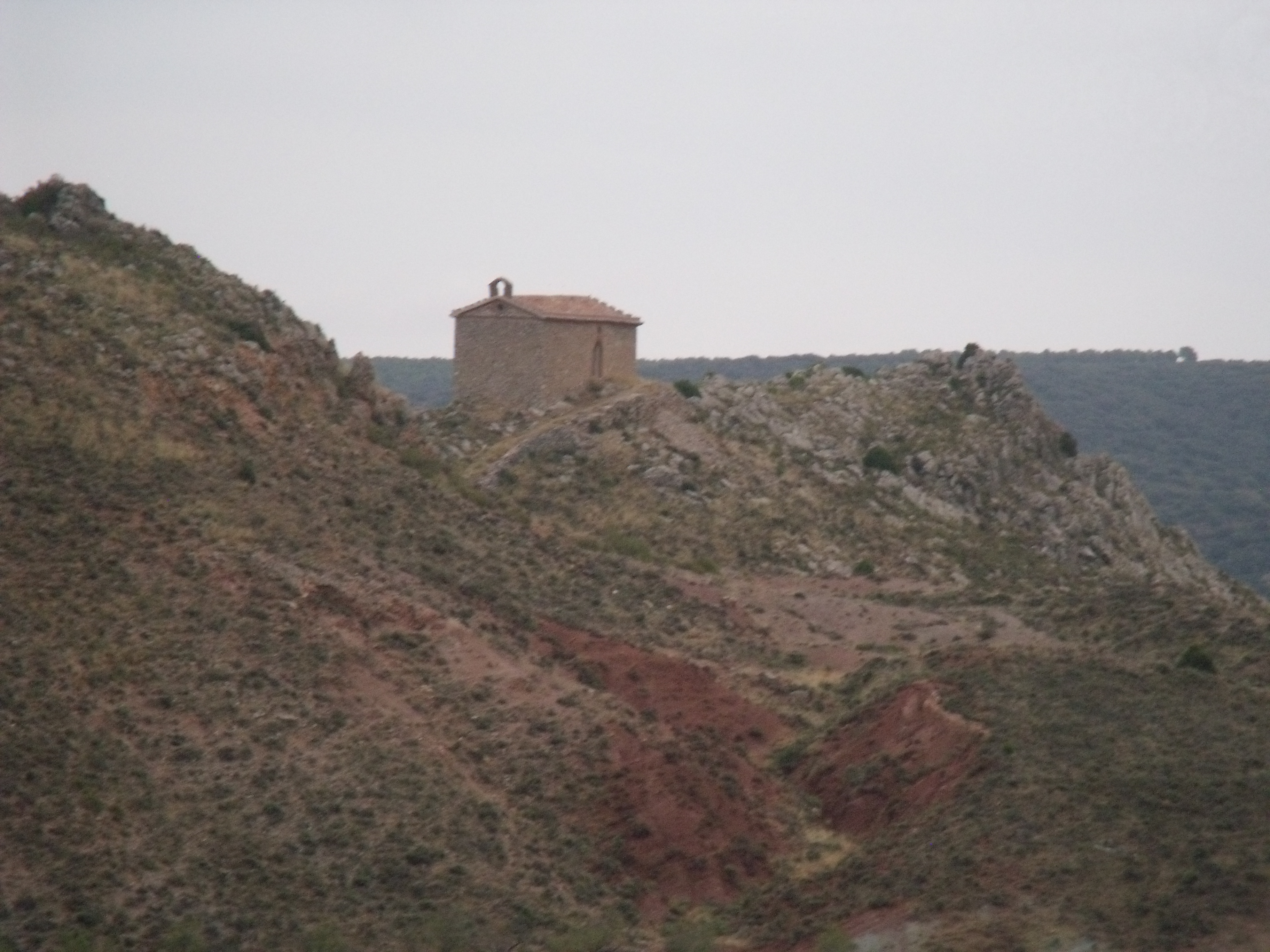
Ermita de San Clemente

Arquitectura civil
- Ayuntamiento.
- Asociación Cultural El Tremolar.
- Casas y calles del pueblo.
- Horno de pan, siglo XVIII.

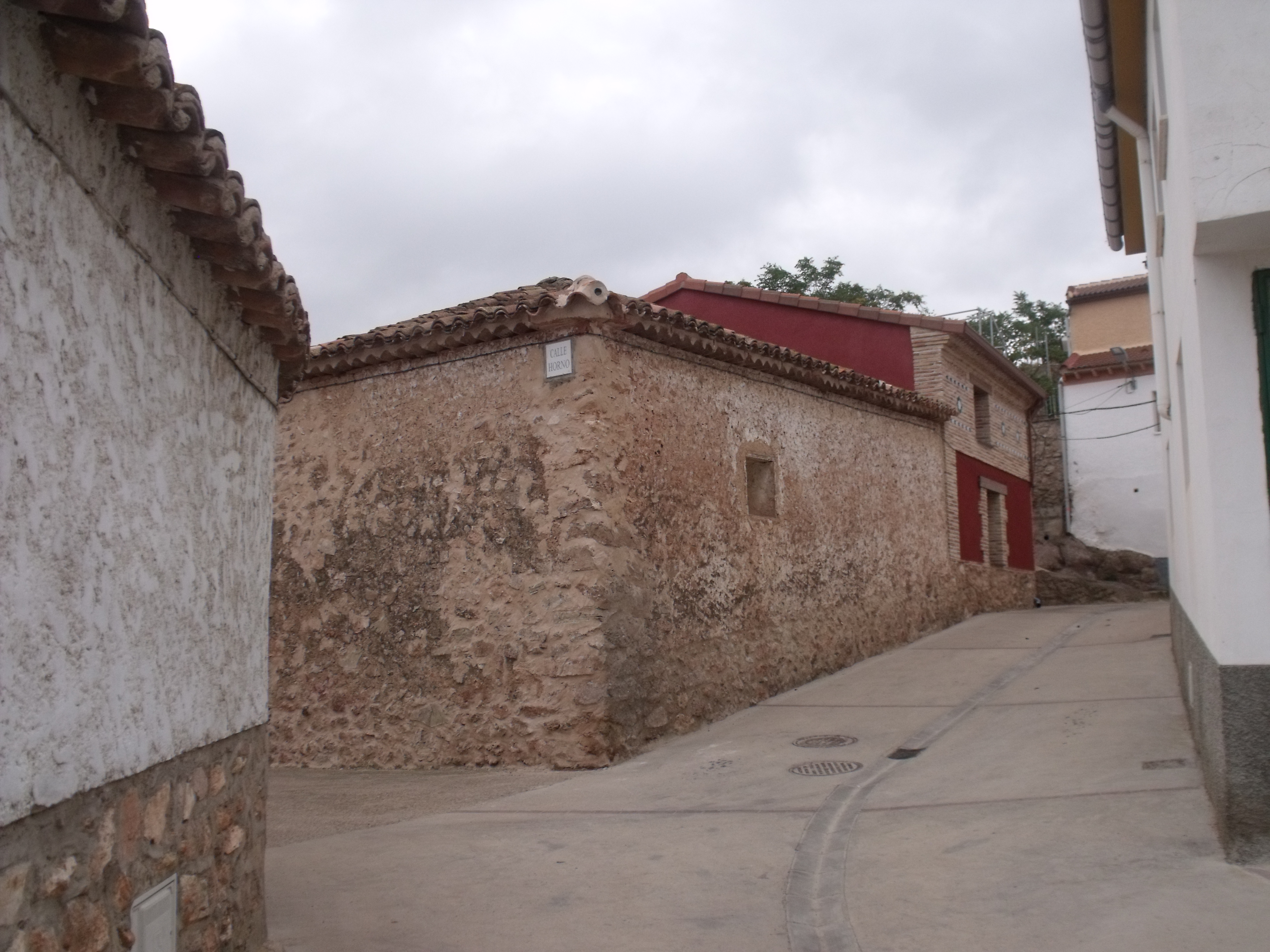
Calles del pueblo
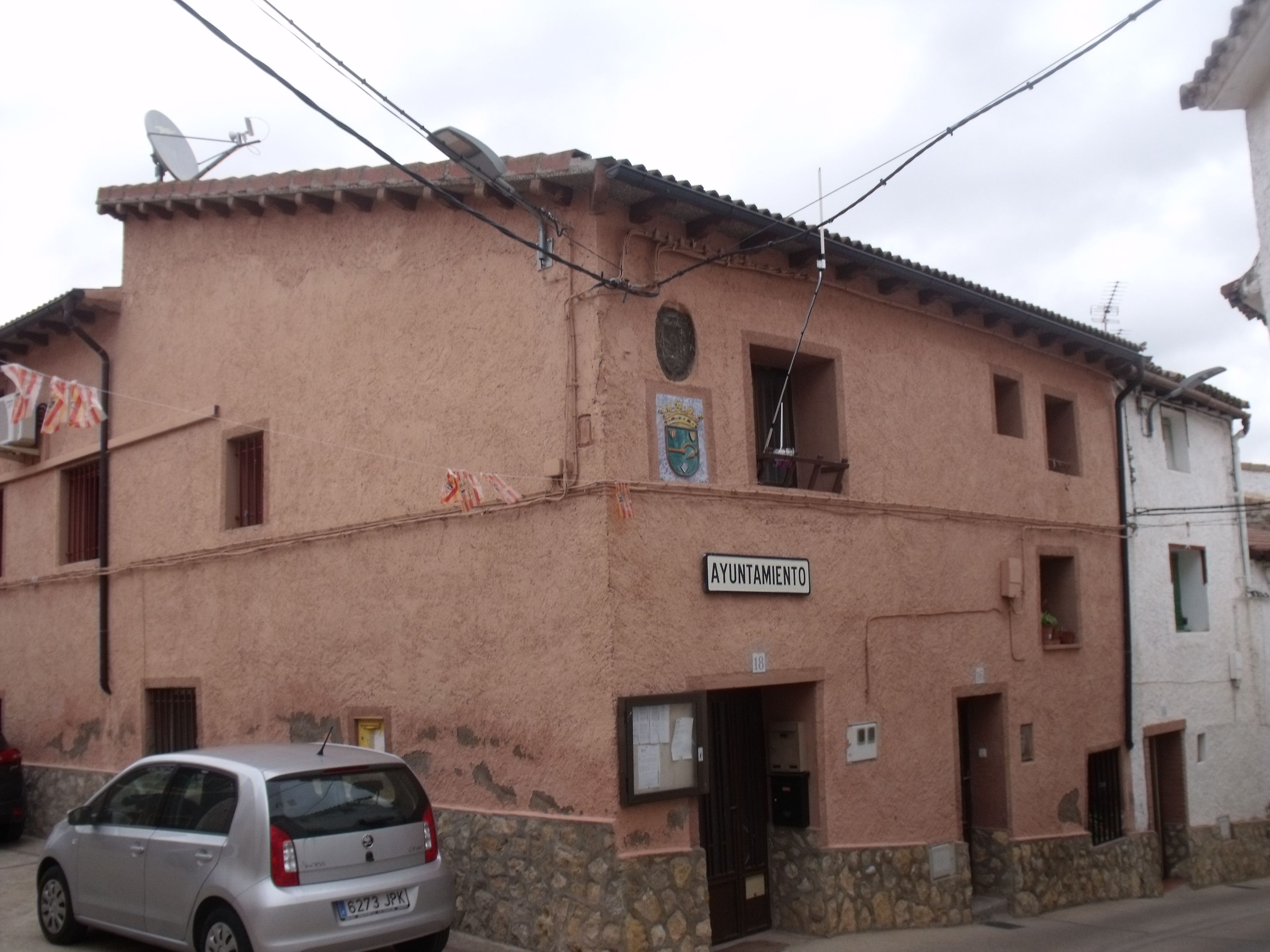
Ayuntamiento
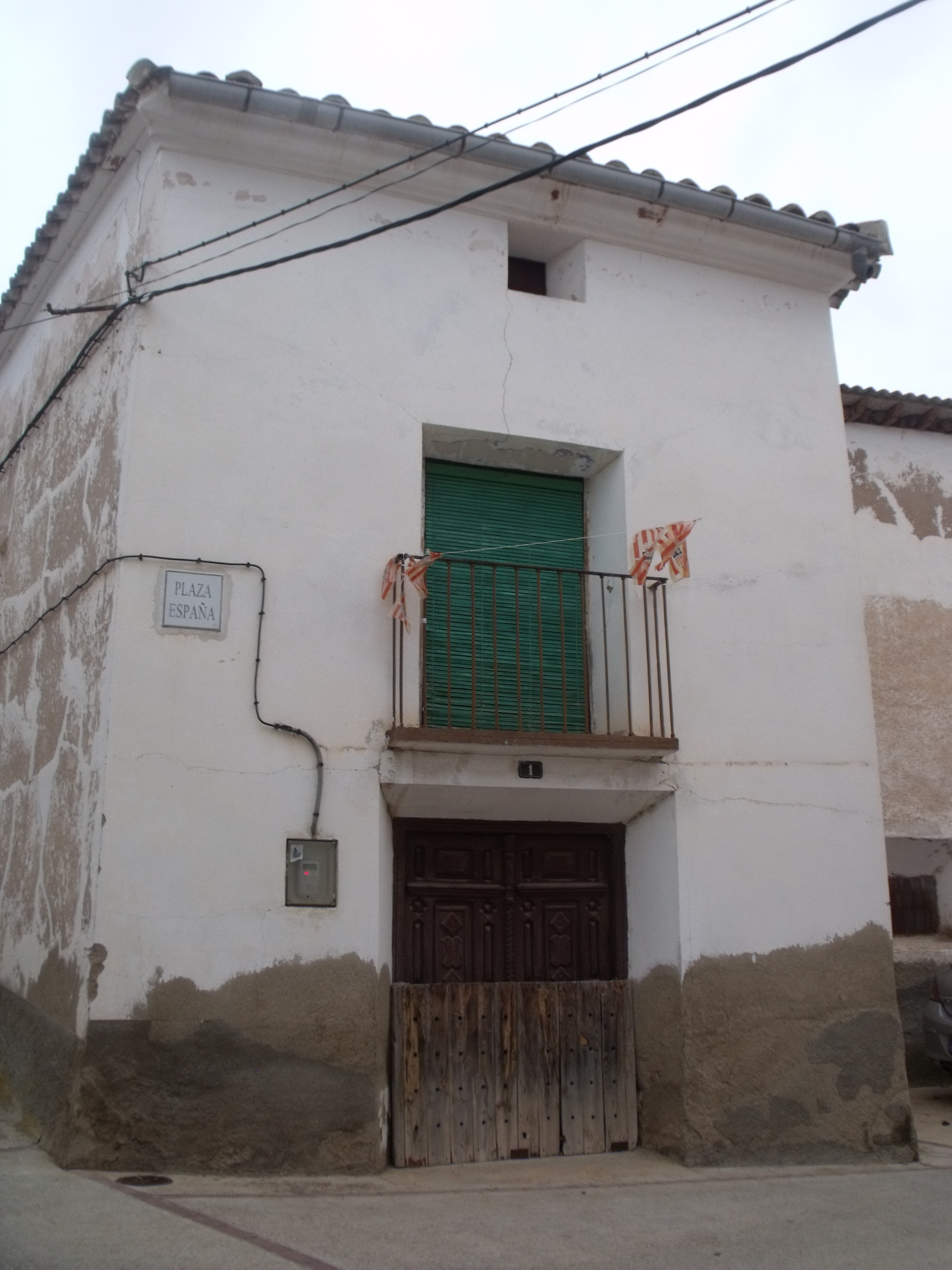
Casa del pueblo con puerta de madera labrada
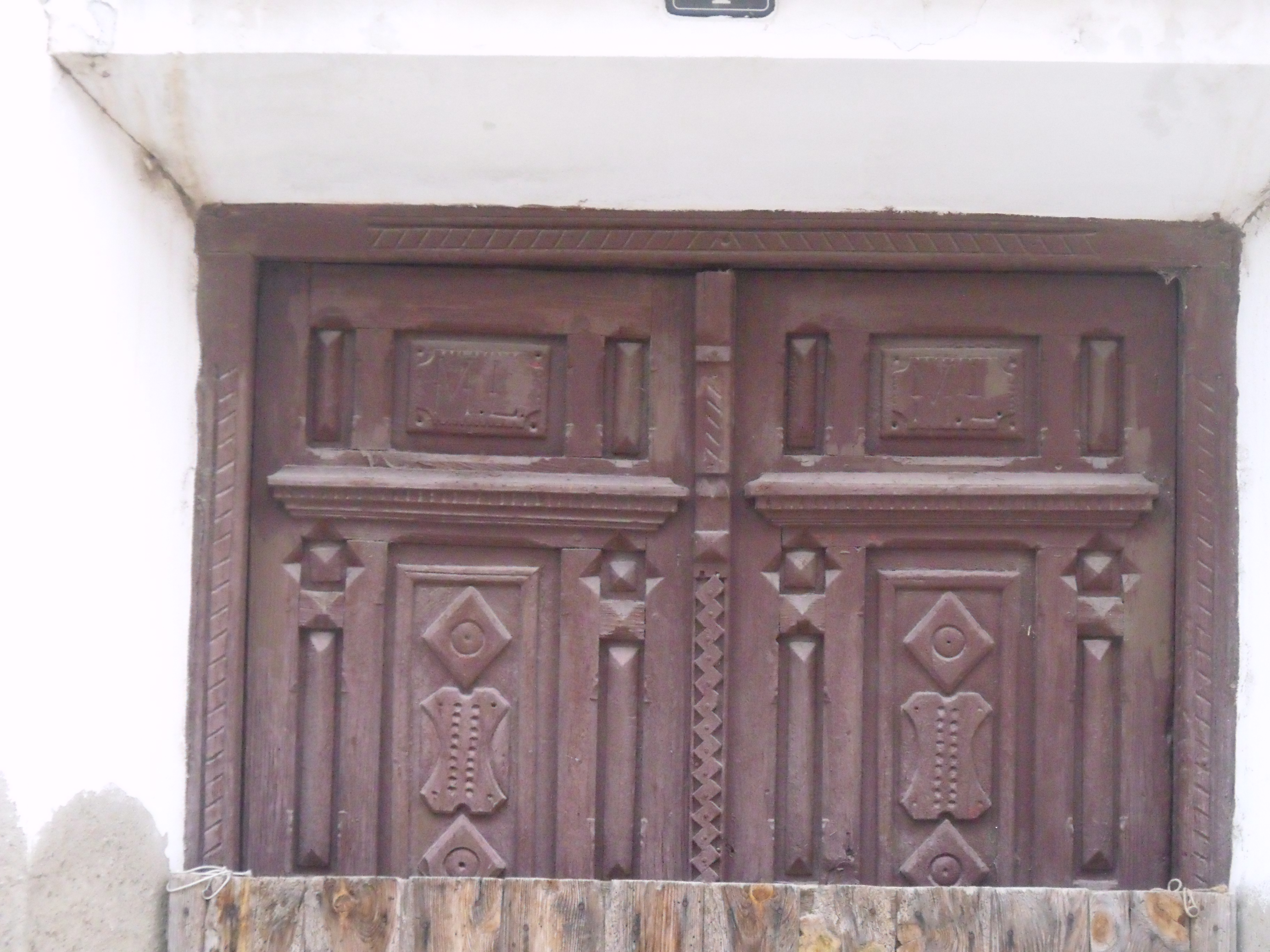
Detalle de puerta de madera labrada
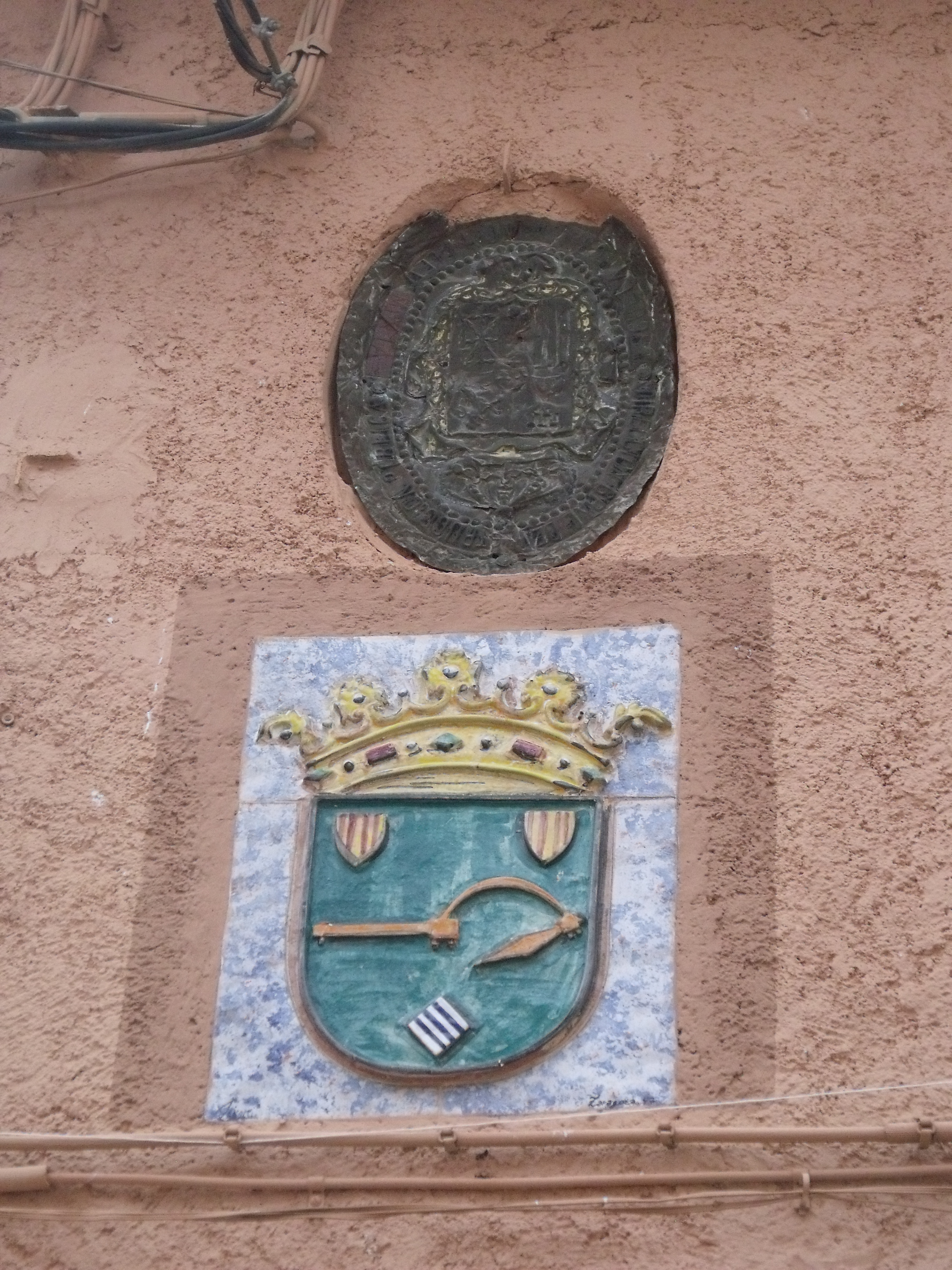
Escudos de la fachada del ayuntamiento
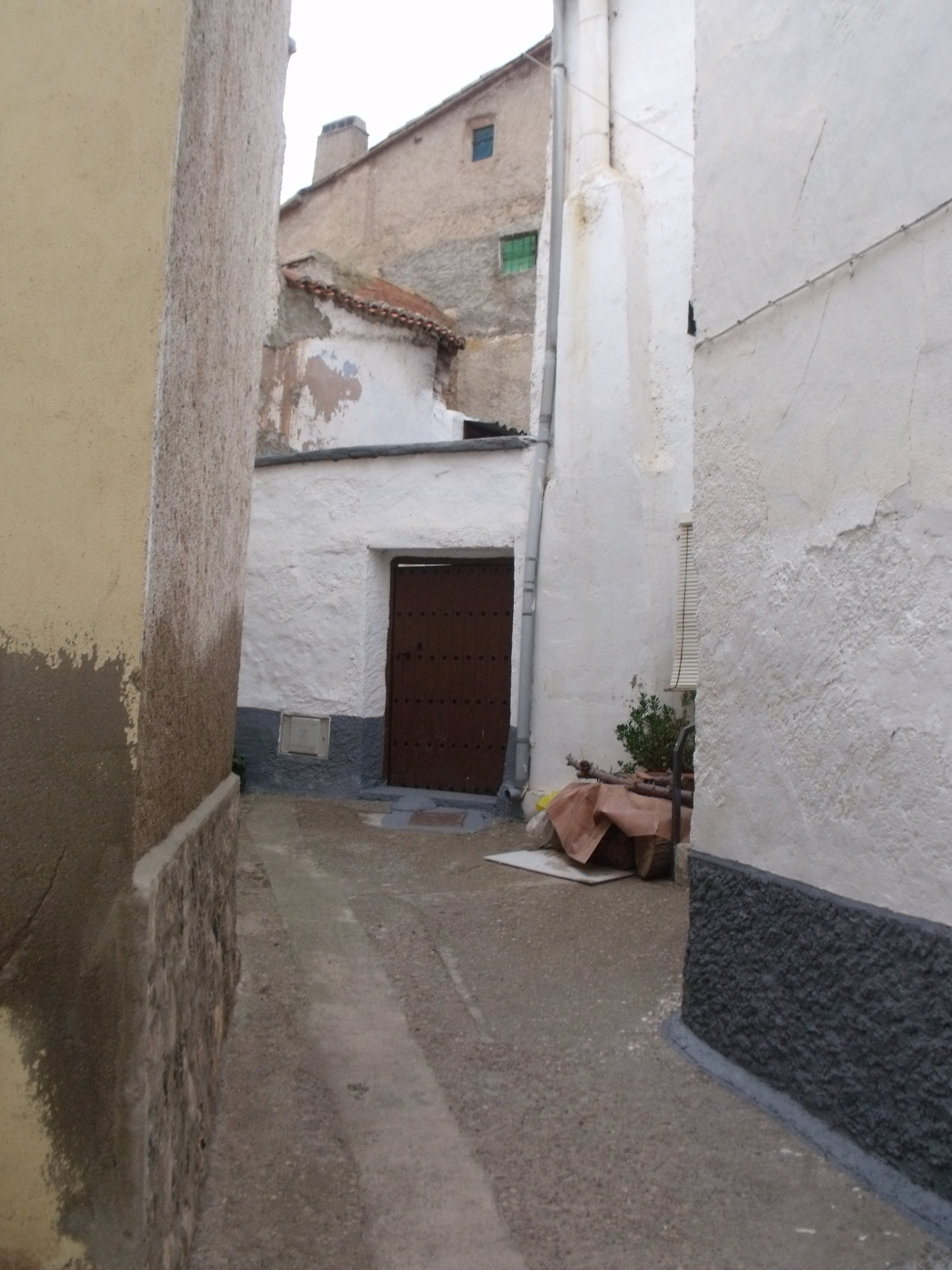
Calles del pueblo
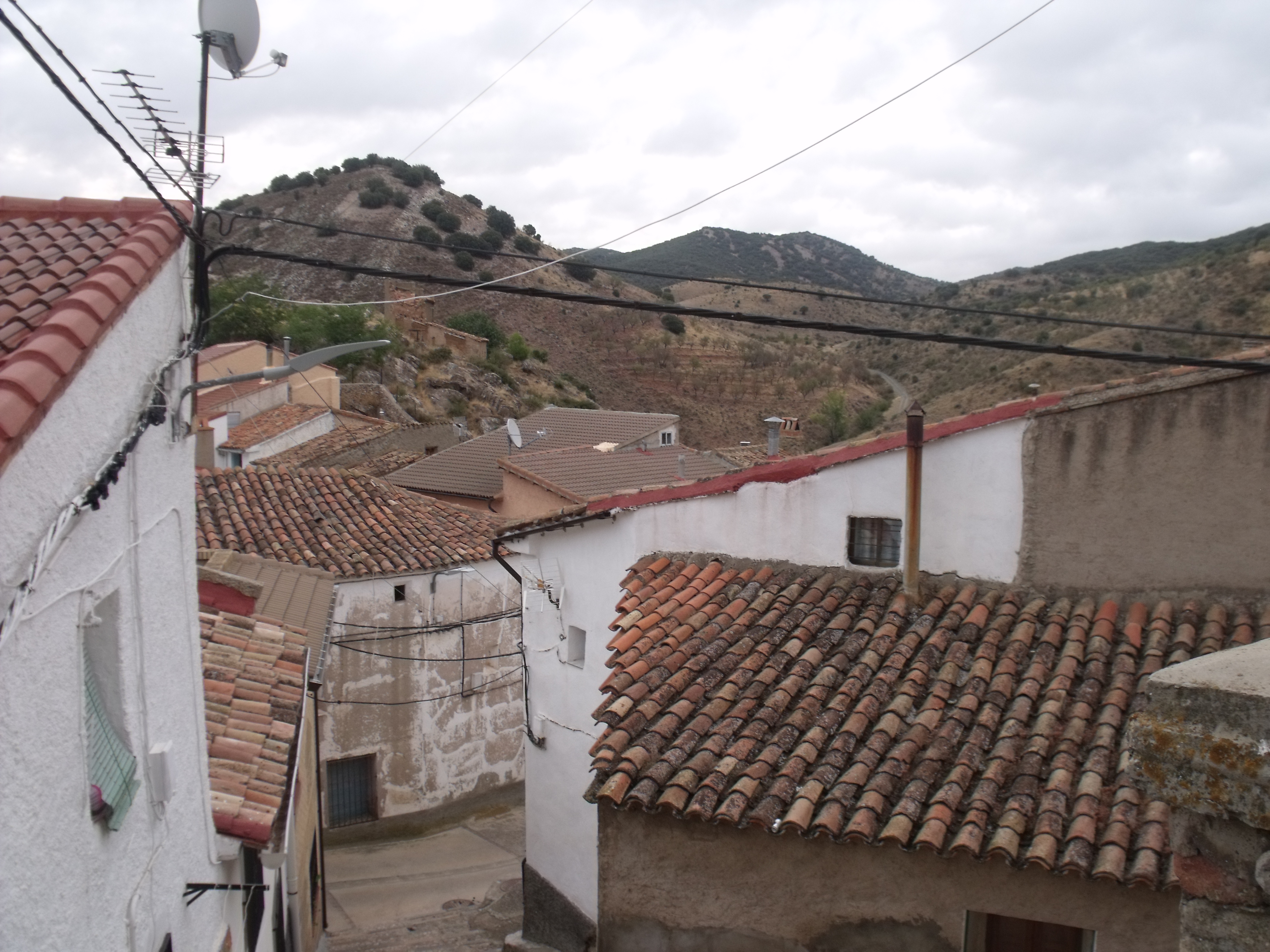
Vista del pueblo desde la iglesia
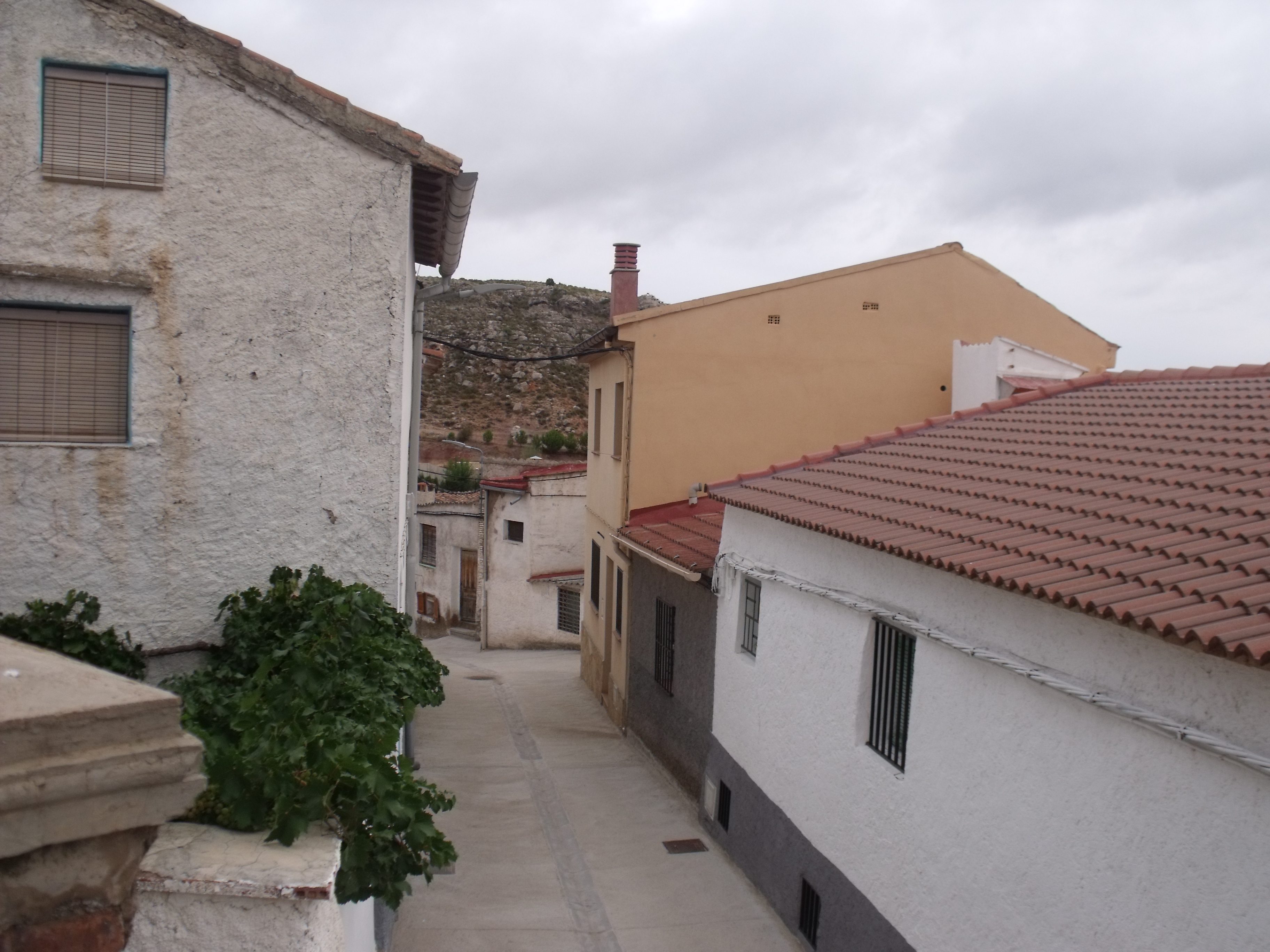
Calles del pueblo

### Fiestas
- San Blas, el 3 de febrero.
- Virgen de las Nieves, fiestas mayores, el día 5 de agosto.
- San Clemente, 23 de noviembre.